# Ich und Du (Buber)
Ich und Du ist eine der bekanntesten und wichtigsten Schriften des jüdischen Religionsphilosophen Martin Buber (1878–1965), welche im Jahr 1923 erschienen ist.

## Wesentliche Gedanken
Bubers philosophischer Ansatz speist sich aus jüdisch-mystischer (Chassidismus) und christlich-mystischer (Meister Eckhart) Theologie, sowie aus existentialphilosophischen Ansätzen (v. a. Sören Kierkegaard). In Ich und Du stellt er das dialogische Prinzip heraus:
„Die Welt ist dem Menschen zwiefältig nach seiner zwiefältigen Haltung. Die Haltung des Menschen ist zwiefältig nach der Zwiefalt der Grundworte, die er sprechen kann. Die Grundworte sind nicht Einzelworte, sondern Wortpaare. Das eine Grundwort ist das Wortpaar Ich-Du. Das andre Grundwort ist das Wortpaar Ich-Es; (…) Somit ist auch das Ich des Menschen zwiefältig. Denn das Ich des Grundworts Ich-Du ist ein andres als das des Grundworts Ich-Es“.
Somit bildet der Mensch seine Identität vornehmlich in Relation zu dem ihn Umgebenden: Hierbei kann der Mensch seine Umgebung, die darin enthaltenen Dinge und Menschen erfahren oder gebrauchen, dann bildet er sein Ich in Abgrenzung zu einem Es. Oder er begegnet seiner Umgebung in einer lebendigen Beziehung, dann bildet er sein Ich in Abgrenzung zu einem Du. Nur über die Ich-Du-Beziehung sei wirkliches Leben möglich, allerdings sei eine ständige Aufrechterhaltung dieses Zustandes nicht möglich, da der Mensch an dieser Gegenwärtigkeit auf Dauer "verbrenne". Ein Umgang mit der Umwelt als Es sei daher notwendig, werde diese aber ausschließlich mit dieser Gebrauchshaltung betrachtet, finde kein wirkliches Leben statt.
„Es gibt kein Ich an sich, sondern nur das Ich des Grundworts Ich-Du und das Ich des Grundworts Ich-Es. Wenn der Mensch Ich spricht, meint er eins von beiden. (…) Ich sein und Ich sprechen sind eins.“
Die Ich-Du-Beziehung ist jedoch insofern von der Ich-Es-Beziehung unterschieden, als nur erstere Beziehung eine wirkliche Begegnung, ein wahrhaftiges „Gespräch“ zulasse. Solche Beziehungen sind laut Buber in drei Sphären möglich: im „Leben mit der Natur“, im „Leben mit den Menschen“ und im „Leben mit den geistigen Wesenheiten“ (Kunst, Kultur, Religion, Wissenschaft usw.).
Als Dreh- und Angelpunkt des religionsphilosophischen Ansatzes Bubers ist jedoch die Beziehungsfähigkeit des Menschen zum „ewigen Du“ Gottes zu sehen:
„Die verlängerten Linien der Beziehungen schneiden sich im ewigen Du“.
Hierbei ist jedoch nicht von einem naiv-anthropomorphen Gottesbild auszugehen. Vielmehr ist das „ewige Du“ als notwendiger Fluchtpunkt der menschlichen Beziehungshaftigkeit zu sehen, als eine Art Kulmination aller menschlichen Relationalität. Aus dieser Wahrnehmung heraus eignet dem Göttlichen – neben unzählbar vielen anderen Attributen – auch das Attribut der Sprachfähigkeit an, sodass der Mensch durchaus in „ein Gespräch mit Gott“ eintreten kann. Ein Hinweis hierfür kann die Begegnung mit einem „menschlichen Du“ sein:
„Jedes geeinzelte Du ist ein Durchblick zu ihm (sc. zum ewigen Du). Durch jedes geeinzelte Du spricht das Grundwort das ewige an“.
Hinsichtlich seines Gottes- bzw. Religionsverständnisses liegt Bubers Ansatz ein inklusiver Pluralismus zugrunde, denn die vielen, von Menschen erdachten Gottesnamen seien alle lediglich Ausdruck des einen dahinterstehenden „ewigen Du“:
„Ihr ewiges Du haben die Menschen mit vielen Namen angesprochen. (…) Aber alle Gottesnamen bleiben geheiligt“.

## Ausgaben
- Martin Buber: Ich und Du. 13. Auflage, Verlag Lambert Schneider, Gerlingen 1997.
- Martin Buber: Ich und Du. (Mit einem Nachwort von Bernhard Casper) Reclam, Stuttgart 2008. (= Reclams Universal-Bibliothek, Band 9342.)
- Martin Buber: Das dialogische Prinzip. (Sammelband mit weiteren drei, kürzeren Schriften: Zwiesprache, Die Frage an den Einzelnen und Elemente des Zwischenmenschlichen) Gütersloher Verlagshaus, Gütersloh 1973, ISBN 3-579-02565-1.
- Martin Buber: Ich und Du. Mit einem Nachwort und Anmerkungen von Bernhard Lang. Reclam, Ditzingen 2021. (= Reclams Universal-Bibliothek 14171) – kommentierte Ausgabe mit Glossar.